# Peperomia granulatilimba
Peperomia granulatilimba är en pepparväxtart som beskrevs av William Trelease. Peperomia granulatilimba ingår i släktet peperomior, och familjen pepparväxter. Inga underarter finns listade i Catalogue of Life.